# Klasa pancerza
W niektórych grach fabularnych Klasa Pancerza (skrótowo KP; ang. armor class, AC) jest współczynnikiem, określającym jak trudno jest trafić postać gracza w walce.
We wczesnych wersjach systemu Dungeons & Dragons niższa Klasa Pancerza wskazywała, że dana istota jest trudniejsza do trafienia (zobacz: THAC0). Nieodziany w zbroję człowiek miał KP 10 a założenie zbroi obniżało ten współczynnik. Bardzo potężne istoty najczęściej posiadały KP poniżej 0. Przykładowo gry HackMaster (wzorowana na AD&D), czy Planescape: Torment używają właśnie takiego systemu Klasy Pancerza.
W trzeciej edycji D&D mechanika Klasy Pancerza została odwrócona. Nieodziany w zbroję człowiek nadal posiada KP 10, jednak założenie zbroi lub używanie tarczy zwiększa a nie zmniejsza KP. Oznacza to, że istota z drugiej edycji gry mająca KP równą 0 miałaby w trzeciej edycji KP równą 20 (i odwrotnie). W obu systemach wiele współczynników ma wpływ na Klasę Pancerza – zręczność postaci, różne techniki walki (na przykład parowanie ciosów przeciwnika), jakość i materiał z którego wykonana jest zbroja, magiczność owej zbroi itp.
Wiele z gier fabularnych oraz komputerowych bazujących na D&D używa powyższego systemu Klasy Pancerza lub różnych jego wariacji. Gry nie powiązane z tym systemem najczęściej określają Klasę Pancerza jako ogólną zdolność postaci do unikania obrażeń.